# Toowoomba (Schiff, 1941)
Die HMAS Toowoomba (J157) war eine nach der Stadt Toowoomba, Queensland, benannte Korvette der Bathurst-Klasse der Royal Australian Navy während des Zweiten Weltkriegs. Insgesamt 60 Schiffe dieser Klasse wurden während des Krieges in Australien als Teil des Kriegsnotprogramms als Minensucher gebaut, 36 für die Royal Australian Navy, 20 (darunter auch die Toowoomba) im Auftrag der britischen Admiralität – aber von der Royal Australian Navy bemannt und eingesetzt –, und vier weitere für die Royal Indian Navy.
Nach ihrer Indienststellung wurde die Toowoomba zwei Monate lang als Geleitschiff zwischen den Häfen an der Küste Australiens eingesetzt, bis sie Anfang Januar 1942 zusammen mit ihren Schwesterschiffen Ballarat und Wollongong nach Singapur verlegt wurde. In den nächsten 1½ Monaten bis Ende Februar führte sie als Teil der 21. Minenräumflottille zahlreiche Geleitschutzaufträge, Patrouillen und Evakuierungsmissionen im Gebiet von Malaysia, Sumatra und Java durch, während die alliierten ABDA-Streitkräfte vergeblich versuchten, die Japanische Invasion Südostasiens aufzuhalten. Dabei überstand sie mehrere schwere Luftangriffe ohne größere Schäden.
Als die Lage in diesem Kriegsschauplatz nach der verlorenen Schlacht in der Javasee endgültig hoffnungslos und das ABDA-Kommando aufgelöst wurde, verlegte die Toowoomba zusammen mit den meisten anderen Minensuchern erst nach Tjilatjap und eskortierte von dort zusammen mit der Maryborough den niederländischen Frachter General Verspijck nach Fremantle, wo sie am 10. März 1942 eintrafen. Von da an war der Minensucher bis zum November 1942 in den Küstengewässern im Süden und Südwesten Australiens im Einsatz, danach wurde er ein Teil der britischen „Eastern Fleet“. In den nächsten zwei Jahren folgten Geleitschutzaufgaben im Indischen Ozean, dem Persischen Golf und im Roten Meer. Im November 1944 kam die Toowoomba wieder zur 21. Minenräumflottille, welche zusammen mit der 22. Minenräumflottille der neugebildeten britischen Pazifikflotte zugeteilt wurden. Nach einer Überholung in Fremantle im Dezember 1944 wurde der Minensucher für den Rest des Krieges zum Geleitschutz zwischen Australien und Neuguinea eingesetzt. Nach der Kapitulation Japans und dem Ende des Krieges war die Toowoomba mehrere Wochen lang vor Hongkong zur Räumung der dort liegenden Minenfelder im Einsatz, eine der ganz wenigen Einsätze, in denen der Minensucher tatsächlich in seiner vorgesehenen Rolle zur Räumung von Seeminen eingesetzt wurde. Im Dezember 1945 kehrte die Toowoomba nach Australien zurück. Am 4. Juni 1946 verlegte sie zusammen mit ihren Schwesterschiffen Burnie und Ipswich nach Colombo, wo die drei Korvetten an die niederländische Marine übergeben wurden. Als Boeroe war das Schiff dort noch zwölf Jahre im Einsatz, bis es 1958 außer Dienst gestellt wurde.